# Yalta
Pour les articles homonymes, voir Yalta (homonymie).
Yalta (en russe et en ukrainien : Ялта ; en tatar de Crimée : Yaltı, litt. « alpage ») est une ville de république autonome de Crimée, occupée par la Russie depuis 2014,, située dans la péninsule de Crimée au bord de la mer Noire à 51 km au sud de Simferopol. 
C'est une station balnéaire entourée de montagnes boisées, qui jouit d'un agréable climat pontique, favorable aux vignobles et aux vergers. Elle comptait 78 115 habitants en 2013 et 74 652 en 2021 ; son agglomération, le « Grand Yalta », en compte environ 150 000.
La ville est devenue célèbre pour avoir accueilli la conférence de Yalta, du 4 au 11 février 1945, réunissant les principaux responsables de l'Union soviétique (Joseph Staline), du Royaume-Uni (Winston Churchill) et des États-Unis (Franklin D. Roosevelt) pour ce qui fut décrit comme le « partage du monde entre puissants » entre les vainqueurs de la Seconde Guerre mondiale.

## Étymologie
Le terme « Grand Yalta » est utilisé pour désigner une partie de la côte sud de Crimée s'étendant de Foros à l'ouest jusqu'à Gourzouf à l'est et incluant la ville de Yalta et les implantations urbaines adjacentes qui se multiplient.
Les noms anciens de la ville, Etalita, Galita ou Jalita peuvent provenir soit du grec pontique γιαλος : gialos signifiant « rivage », soit du tatar yaltı signifiant « alpage », à l'instar du mont éponyme Yaltı Dağ (transcrit Yalta-dagh) qui la domine.
Selon la transcription usuelle du russe en français, Yalta domine largement dans les sources francophones où la forme Ialta ne se rencontre que rarement. 

## Histoire

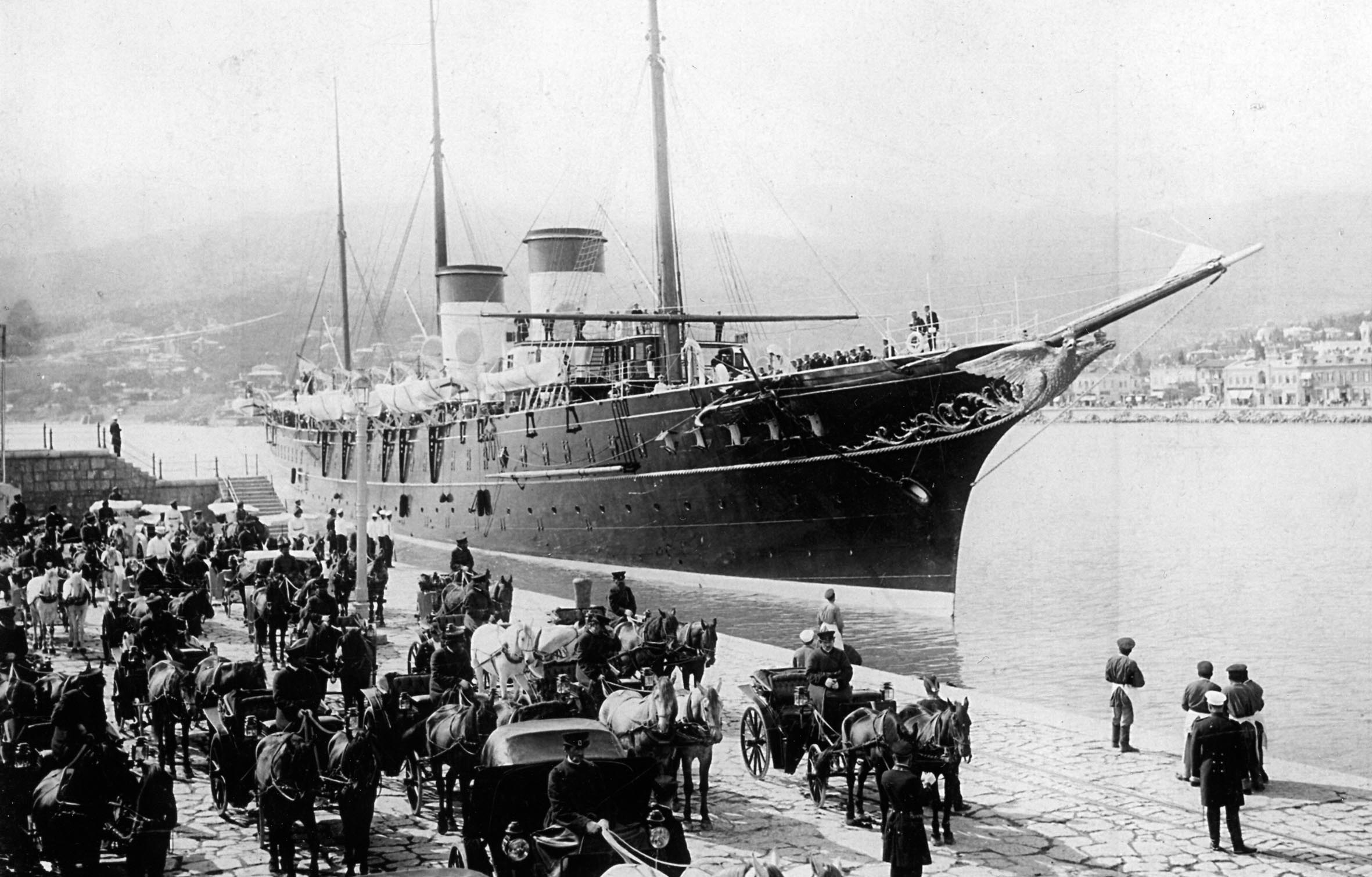
Le yacht impérial russe Chtandart à Yalta (1917).

### Début du XXe siècle
Après avoir subi de nombreuses destructions (occupation allemande durant les deux Guerres mondiales, guerre civile russe, famines, massacres, purges, déportations, Shoah…), la ville a retrouvé l'ambiance d'une station balnéaire de la Belle Époque, qu'elle avait initialement. Voir la peinture de Carlo Bossoli, Yalta en 1856. En 1916, pendant la Première Guerre mondiale, des studios cinématographiques se développent à Yalta. Ils deviendront par la suite Yalta films, structure du cinéma soviétique qui existe encore au XXIe siècle.
À la suite de l'attaque allemande contre l'URSS, les troupes allemandes entrent dans Yalta le 7 novembre 1941. Les occupants créent un ghetto juif et y massent toute la population juive de la ville (4 500 personnes environ). Elle y survit difficilement jusqu'au 18 décembre 1941, lorsqu'elle est conduite dans la région de Massandra où tous les membres de cette communauté sont abattus,.

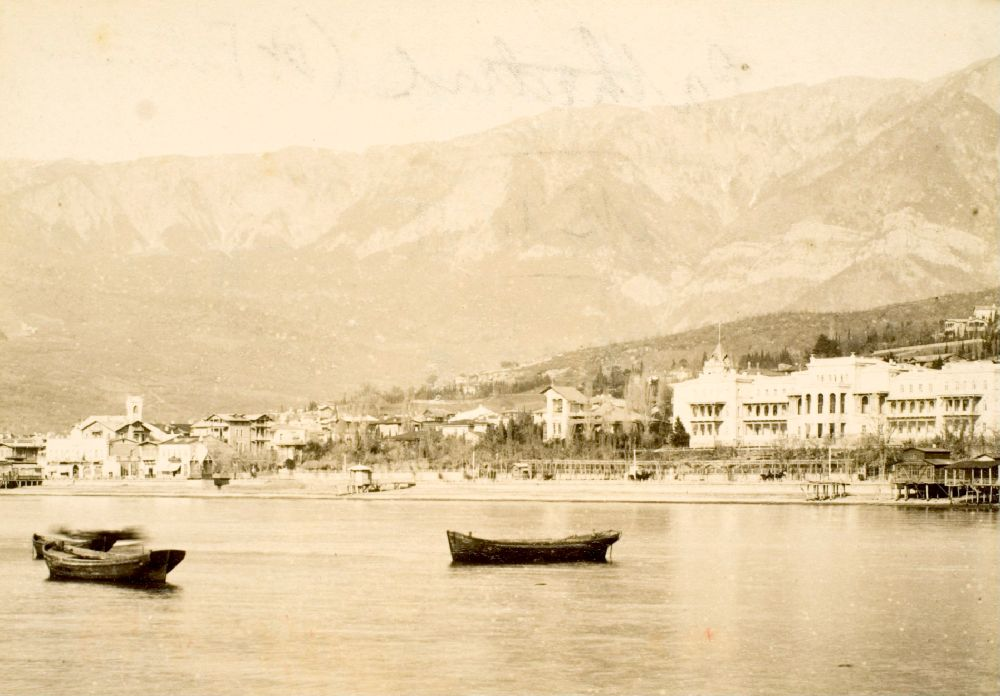
Yalta, Department of Image Collections, National Gallery of Art Library, Washington, DC

De 1941 à 1944, les positions allemandes de Yalta subissent à plusieurs reprises des bombardements de la flotte soviétique de la mer Noire et de l'aviation.
La ville est libérée en avril 1944.

### La conférence de Yalta

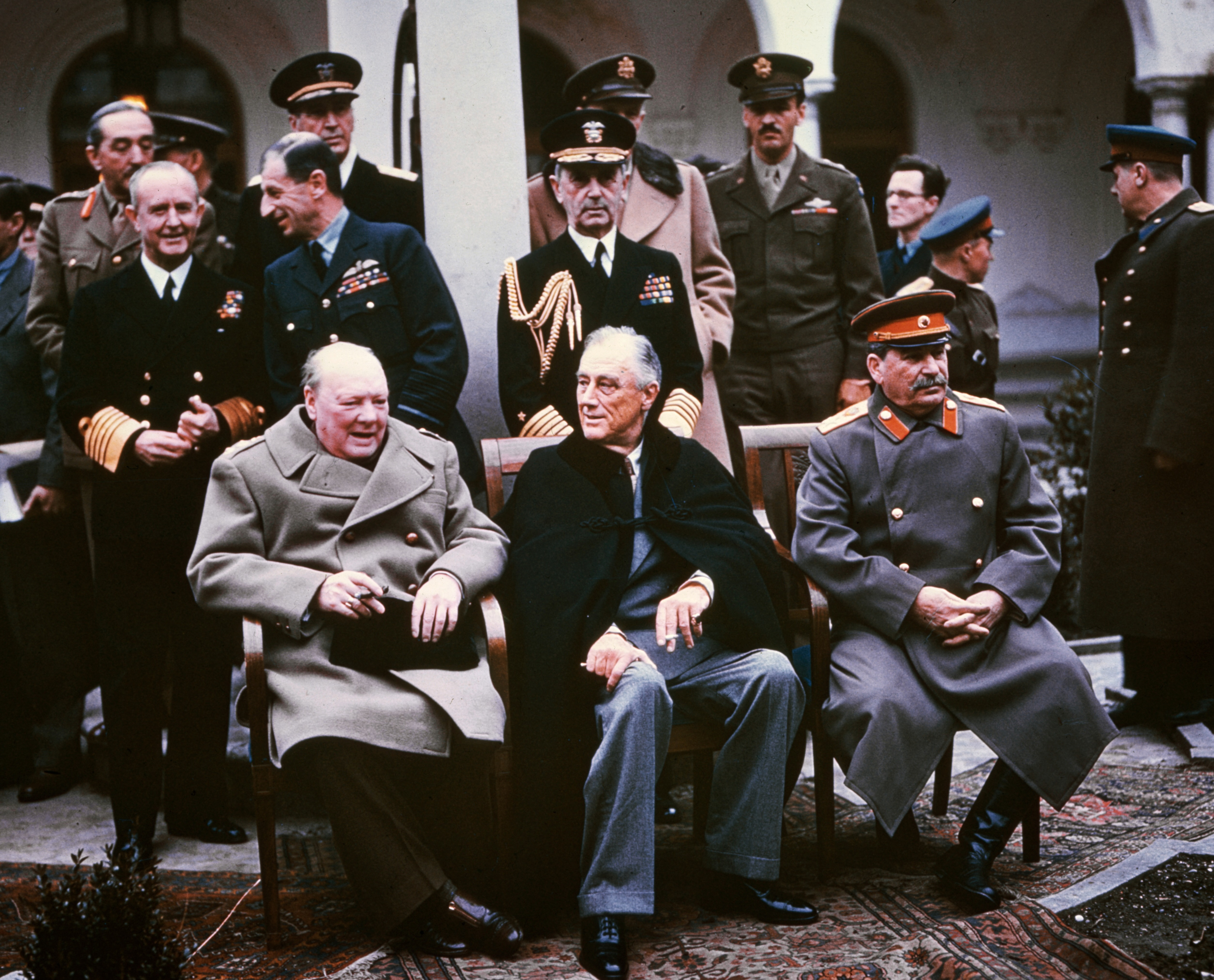
Churchill, Roosevelt et Staline à la conférence (1945).

Du 4 au 11 février 1945 se tient à Yalta la 18-ème conférence interalliée dite Conférence de Yalta, qui réunit les chefs d'État des États-Unis (Franklin D. Roosevelt), de l'URSS (Joseph Staline) et du Royaume-Uni (Winston Churchill).
L'idée qu'elle serait celle du « partage du monde » entre les Alliés est un point de vue largement diffusé par les sources secondaires, mais que beaucoup d'historiens ne partagent pas, car Yalta ne fait qu'entériner les décisions de la quatrième conférence de Moscou dite « conférence Tolstoï » en octobre 1944, qui elle-même précisait par écrit des zones d'influence déjà évoquées verbalement à la conférence de Téhéran, dès 1943,.
Par ailleurs, Yalta n'entérine pas seulement les zones d'influence mais aussi le principe de la création de l'Organisation des Nations unies, en remplacement de la Société des Nations, adopté à la conférence de Dumbarton Oaks du 21 août 1944 au 7 octobre 1944.
Enfin, la « Déclaration sur l'Europe libérée » de Yalta affirme, conformément à la charte de l'Atlantique, le « droit de tous les peuples à choisir leur mode de gouvernement ». Cette déclaration ajoute que l'aide internationale serait accessible à tous les États européens, quelle qu'ait été l'attitude de leurs gouvernements face au Troisième Reich, ce qui inclut l'URSS elle-même en dépit du pacte germano-soviétique, la France en dépit de Vichy et les anciens membres de l'Axe.
La division de l'Europe ne découle donc pas directement des accords de Yalta, transgresse le principe d'auto-détermination prévu dans ces accords, et débouche sur la guerre froide lorsque Staline impose aux pays d'Europe orientale occupés par l'Armée rouge des gouvernements totalitaires à parti unique, auto-proclamés « démocraties populaires » mais que les historiens appellent « pays communistes » et les géographes, « bloc de l'Est ». Ce système se disloque en 1989-1991.

### Le Yalta contemporain

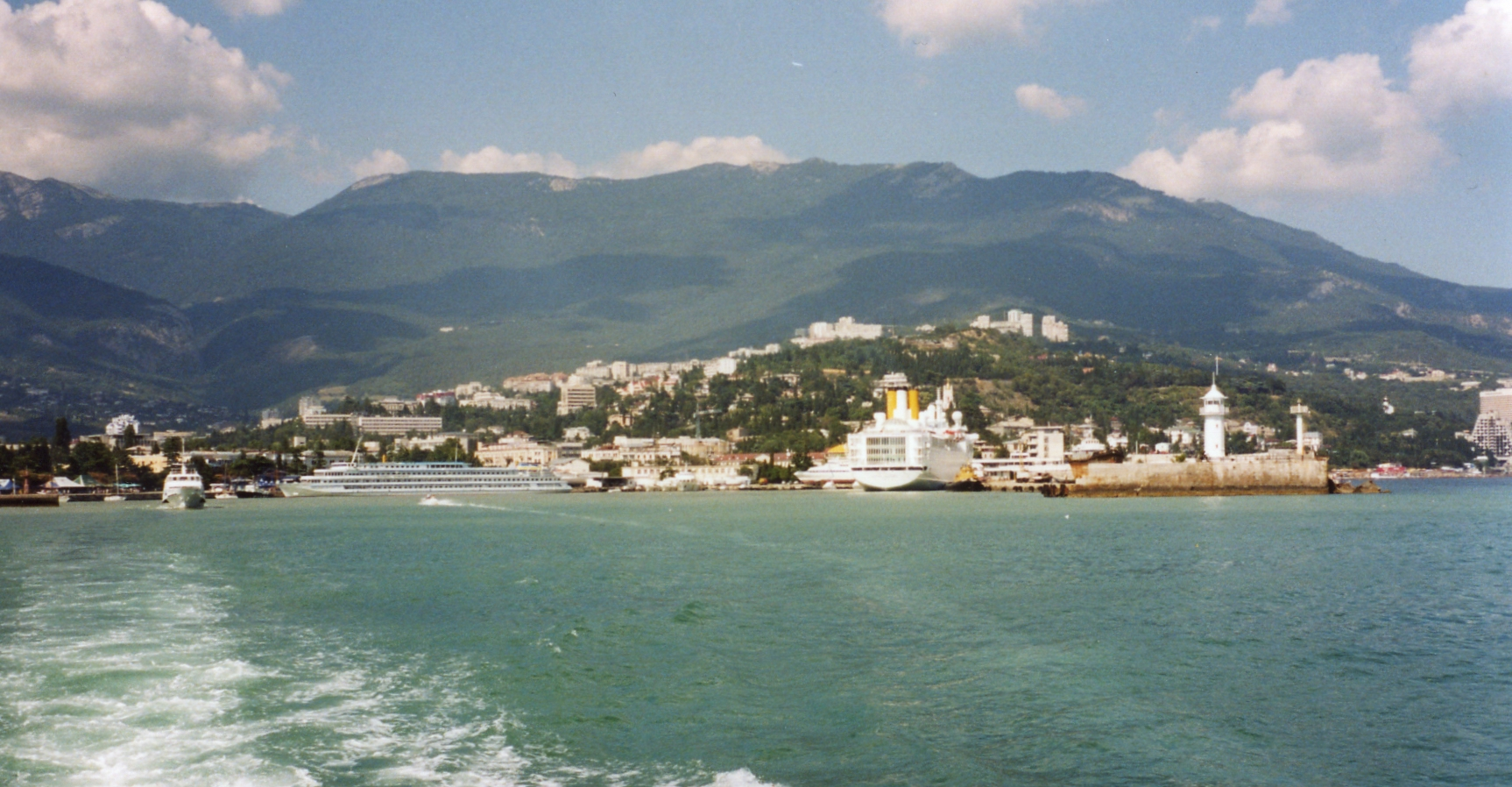
Vue de Yalta à partir de la côte de la mer Noire.

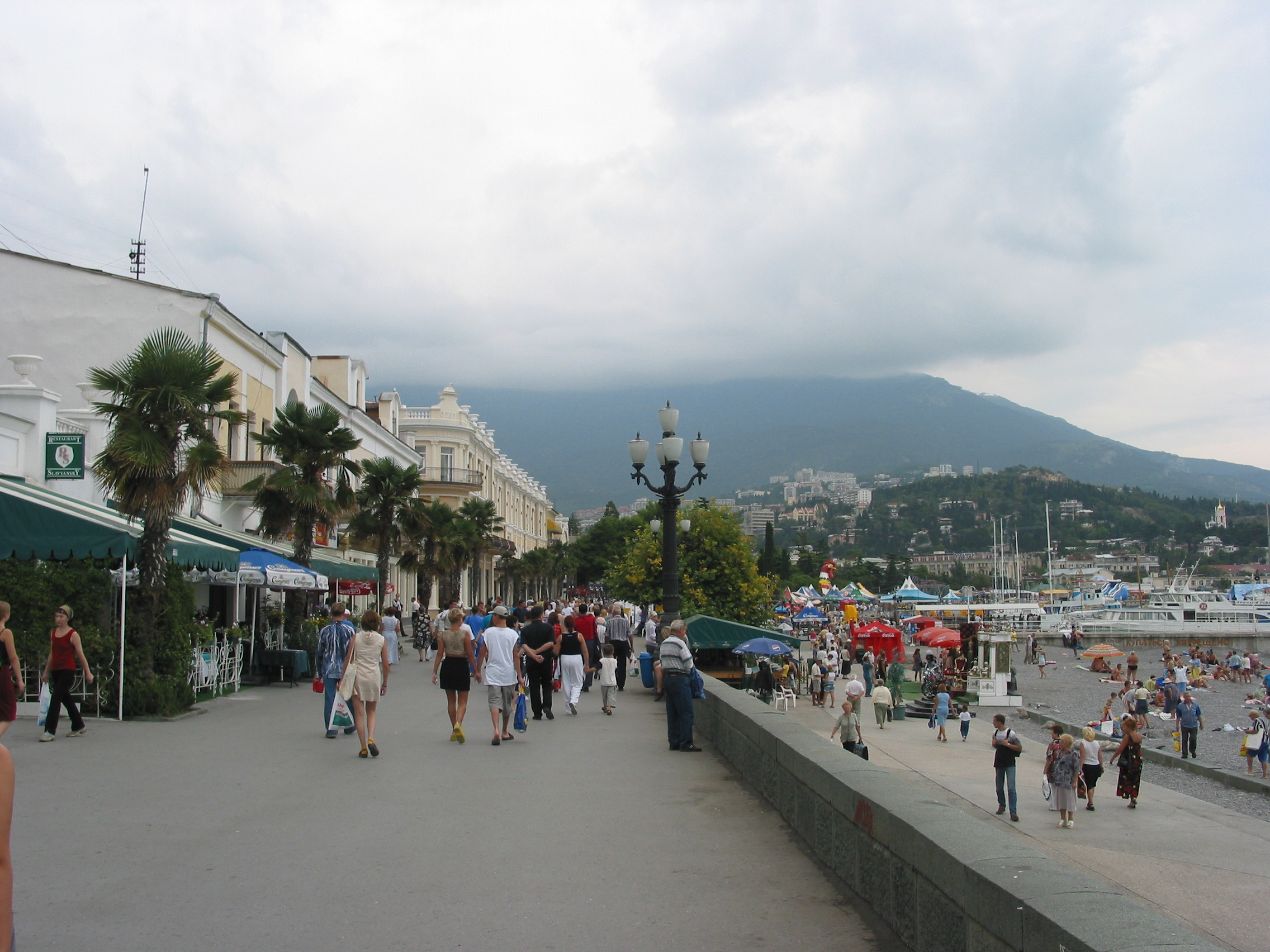
Promenade de Yalta (Naberejnaïa, ou quai Lénine), bordée par de nombreux hôtels, restaurants et cafés.

Contrairement au reste de l'Union soviétique, Yalta fut épargnée par les famines d'après-guerre et les difficultés économiques inhérentes à l'économie soviétique, car, fréquentée par les hauts responsables du parti unique, du gouvernement, de l'armée et de la police politique, elle était toujours bien approvisionnée et entretenue. Le 19 février 1954, Nikita Khrouchtchev détache l'oblast de Crimée de la Russie et l'attribue (à l'exception de Sébastopol) à la République socialiste soviétique d'Ukraine. 
À la dislocation de l'URSS, Yalta se retrouve donc ukrainienne. 
La ville de Yalta connaît alors des moments difficiles sur le plan économique. Un grand nombre de « nouveaux riches » lui préférant d'autres stations touristiques européennes mieux équipées, tandis que la population locale voit son niveau de vie baisser.
Ce n'est que vers la fin des années 1990 que la situation commence à s'améliorer ; mais les incertitudes liées à la crise économique mondiale de 2008 conduisent à de nouvelles difficultés économiques.
En l'absence de tout équivalent de la « loi littoral » française, le développement de Yalta s'accompagne d'une frénésie de constructions, avec son cortège de spéculations immobilières.

### Depuis 2014
La population avait accepté que la ville soit devenue ukrainienne tant que l'Ukraine était gouvernée par des présidents pro-russes comme Leonid Kravtchouk, Leonid Koutchma ou Viktor Ianoukovytch. En revanche, lorsque l'Ukraine se rapproche de l'Union européenne, l'armée russe envahit et occupe la Crimée le 28 février 2014. Le 16 mars suivant, les autorités nouvellement installées par les forces russes organisent un référendum non reconnu par l'ONU et par l'Ukraine, et marqué par des allégations de fraude. D'après les autorités, 97% des électeurs (avec une participation électorale de 83% en Crimée) votent en faveur de l'indépendance de la Crimée et de son rattachement immédiat à la Russie. La Russie reconnaît l'indépendance de la Crimée le lendemain, et avalise son rattachement à la Russie le 18 mars 2014. Yalta, et le reste de la Crimée, sont depuis lors considérées par une majorité de la communauté internationale comme une région d'Ukraine illégalement occupée par la Russie.

## Population
Recensements (*) ou estimations de la population :
| 1805 | 1897*  | 1923*  | 1926*  | 1939*  |
| ---- | ------ | ------ | ------ | ------ |
| 300  | 13 155 | 18 345 | 28 758 | 32 683 |

| 1959*  | 1970*  | 1979*  | 1989*  | 2001*  |
| ------ | ------ | ------ | ------ | ------ |
| 43 994 | 62 170 | 80 098 | 88 549 | 81 140 |

| 2009   | 2010   | 2011   | 2012   | 2013   |
| ------ | ------ | ------ | ------ | ------ |
| 78 584 | 78 334 | 78 032 | 78 040 | 78 115 |

| 2021   | - | - | - | - |
| ------ | - | - | - | - |
| 74 652 | - | - | - | - |

## Climat
Le climat de Yalta est pontique, une variante tempérée à nuances subtropicales que les climatologues classent parmi les climats « Cfa + Cfb + Csa », .
| Mois                                        | jan.       | fév.       | mars      | avril     | mai      | juin     | jui.      | août      | sep.      | oct.      | nov.      | déc.      | année      |
| ------------------------------------------- | ---------- | ---------- | --------- | --------- | -------- | -------- | --------- | --------- | --------- | --------- | --------- | --------- | ---------- |
| Température minimale moyenne (°C)           | 2,5        | 2,2        | 4,1       | 8,1       | 13,1     | 18,1     | 21,1      | 21,5      | 16,8      | 11,7      | 7,2       | 4,1       | 10,9       |
| Température moyenne (°C)                    | 4,6        | 4,6        | 6,8       | 11,1      | 16,4     | 21,6     | 24,8      | 25        | 20,1      | 14,6      | 9,7       | 6,3       | 13,8       |
| Température maximale moyenne (°C)           | 7,4        | 7,7        | 10,4      | 14,8      | 20,5     | 25,7     | 29,1      | 29,4      | 24,2      | 18,3      | 12,8      | 8,9       | 17,4       |
| Record de froid (°C) date du record         | −12,2 1950 | −12,3 1985 | −7,3 1985 | −3,8 2004 | 2,8 1952 | 7,8 1958 | 12,4 1985 | 10 1960   | 3,9 1951  | −1,1 1951 | −8,9 1953 | −7,4 2002 | −12,3 1985 |
| Record de chaleur (°C) date du record       | 17,8 1958  | 20,2 2017  | 27,8 1952 | 28,5 2004 | 33 1993  | 35 2016  | 39,1 1998 | 39,1 2010 | 33,2 1987 | 31,5 1999 | 25,2 2001 | 22 1976   | 39,1 1998  |
| Ensoleillement (h)                          | 68,6       | 85,1       | 133,3     | 174,9     | 239,2    | 273,2    | 308,1     | 280,6     | 216,2     | 145,1     | 89,3      | 63,2      | 2 076,8    |
| Précipitations (mm)                         | 76         | 56         | 48        | 29        | 36       | 35       | 32        | 43        | 43        | 52        | 57        | 84        | 591        |
| dont neige (cm)                             | 1          | 1          | 1         | 0         | 0        | 0        | 0         | 0         | 0         | 0         | 0         | 0         | 3          |
| Record de pluie en 24 h (mm) date du record | 97 1998    | 87 1893    | 59 1940   | 39 1969   | 48 1951  | 134 2021 | 94 1906   | 94 1919   | 74 2018   | 90 1990   | 95 1925   | 100 1999  | 134 2021   |
| Nombre de jours avec précipitations         | 14         | 12         | 13        | 12        | 11       | 10       | 8         | 7         | 10        | 10        | 12        | 15        | 134        |
| Humidité relative (%)                       | 76         | 73         | 73        | 72        | 69       | 68       | 62        | 61        | 65        | 71        | 75        | 75        | 70         |
| Nombre de jours avec neige                  | 6          | 6          | 4         | 0,2       | 0        | 0        | 0         | 0         | 0         | 0         | 1         | 3         | 20         |
| Nombre de jours d'orage                     | 0,2        | 0,2        | 0,1       | 1         | 3        | 6        | 6         | 6         | 4         | 1         | 1         | 0,3       | 29         |
| Nombre de jours avec brouillard             | 1          | 1          | 2         | 3         | 2        | 1        | 0         | 0,1       | 0,04      | 0         | 1         | 0         | 11         |

| Diagramme climatique                                  |          |           |           |            |            |            |            |            |            |           |          |
| J                                                     | F        | M         | A         | M          | J          | J          | A          | S          | O          | N         | D        |
| 7,42,576                                              | 7,72,256 | 10,44,148 | 14,88,129 | 20,513,136 | 25,718,135 | 29,121,132 | 29,421,543 | 24,216,843 | 18,311,752 | 12,87,257 | 8,94,184 |
| Moyennes : • Temp. maxi et mini °C • Précipitation mm |          |           |           |            |            |            |            |            |            |           |          |

## Administration
La ville de Yalta fait partie de la municipalité de Yalta, qui est l'une des 25 subdivisions administratives de la république de Crimée, sujet autonome de la Russie, depuis l’annexion non reconnue internationalement.

## Transports
En raison de sa situation au-delà des Monts de Crimée, Yalta n'est pas reliée au réseau ferroviaire national. 
La ville est le terminus de la plus longue ligne de trolleybus au monde, le trolleybus de Crimée qui relie Yalta à Alouchta et à la gare de Simferopol.
D’une longueur de 86 km, le trolleybus franchit les monts de Crimée au col d'Angarskyï.

## Culture et monuments
- Cathédrale Saint-Alexandre-Nevski, bel exemple d'architecture néo-byzantine ;
- Palace Oreanda, palace au charme de la Belle Époque, construit en 1895 ;
- Maison de Tchekhov, 112 rue Kirov ;
- Monts de Crimée accessibles par téléphérique ;
- Palais de Livadia, ancienne résidence d'été des Romanov, palais de style Renaissance entouré d'un magnifique parc à la française ;
- Palais des Vorontsov.
- Plage de l'Oreanda.
- Port de Yalta.
- La Prairie des Contes de Fées de Yalta.
- Sanatorium Oukraïna.
- Château de Massandra.
- Jardin botanique Nikitski.
- Cathédrale Sainte-Hripsimé.
- Église catholique de l'Immaculée-Conception (néogothique).
- Statue de Tchekhov à Yalta.
- La Pension « Droujba »

## Galerie d'images

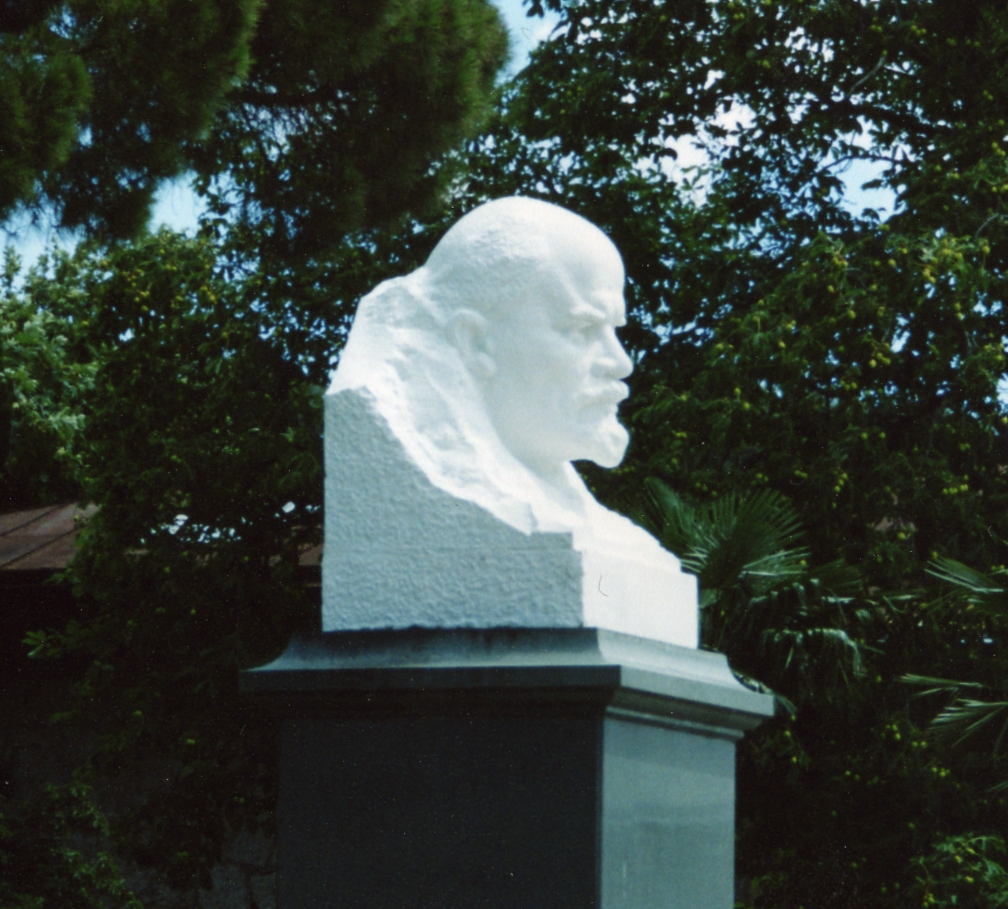
Tête de Lénine dans le jardin botanique Nikitski près de Yalta.
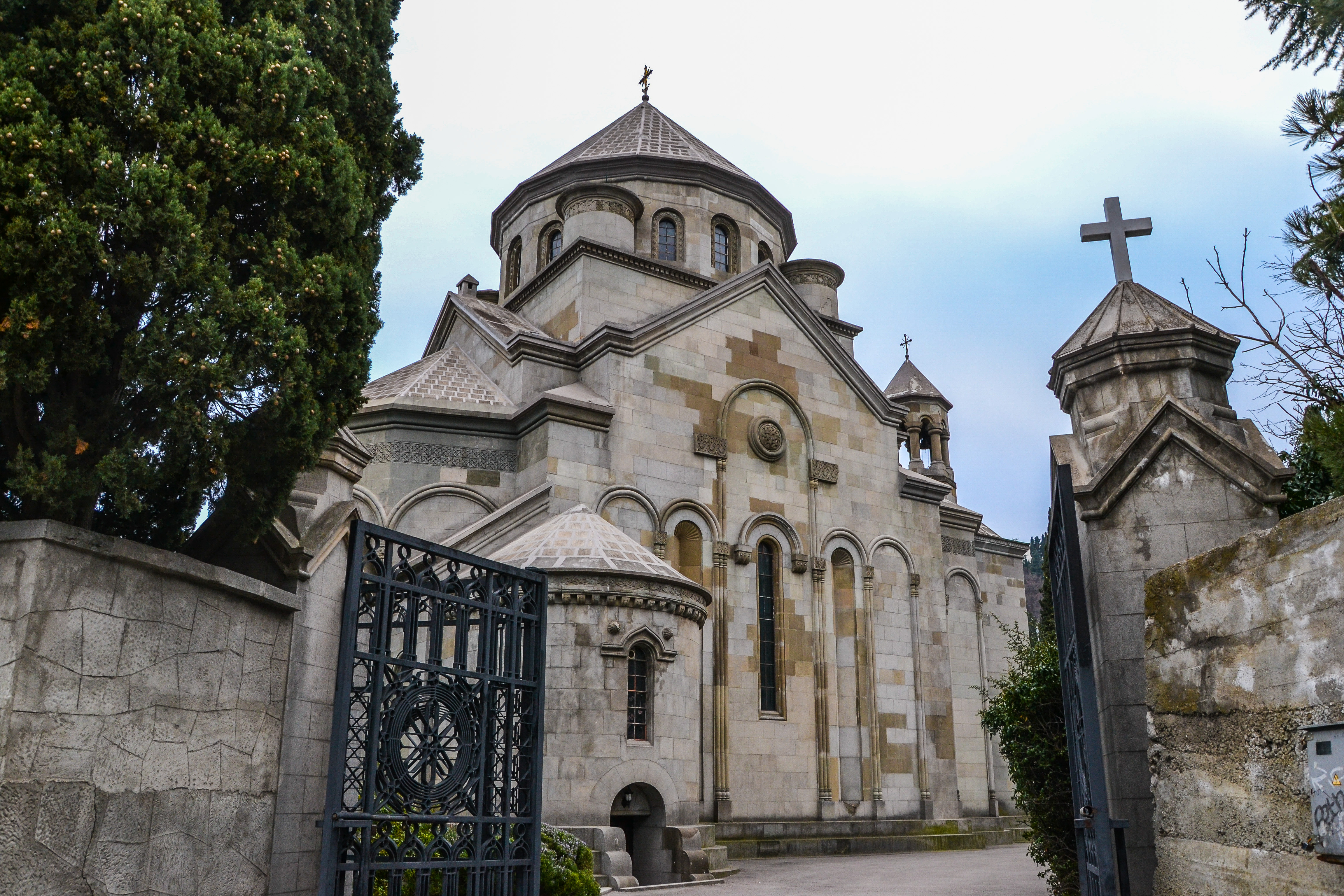
Cathédrale Ste-Hripsimé.
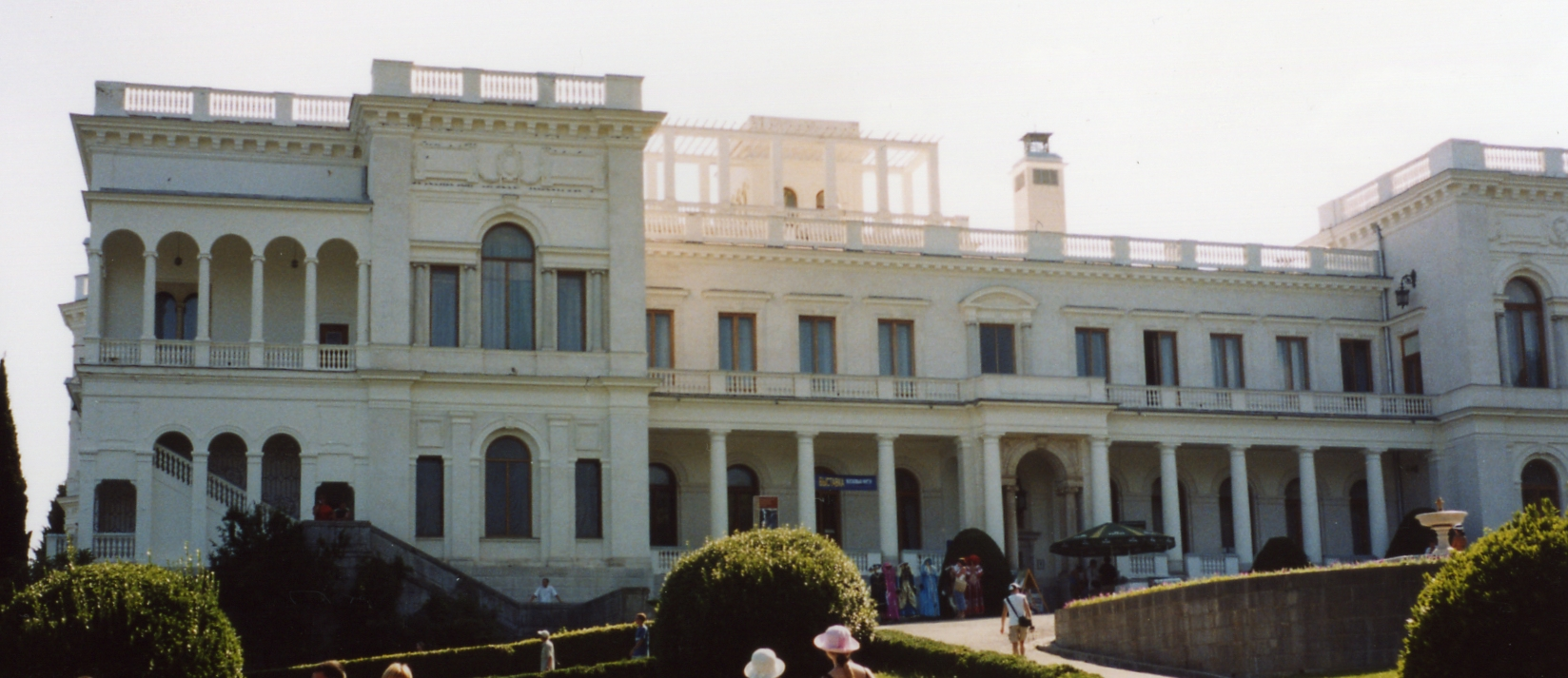
Palais de Livadia, près de Yalta, où eut lieu la Conférence de Yalta en 1945.
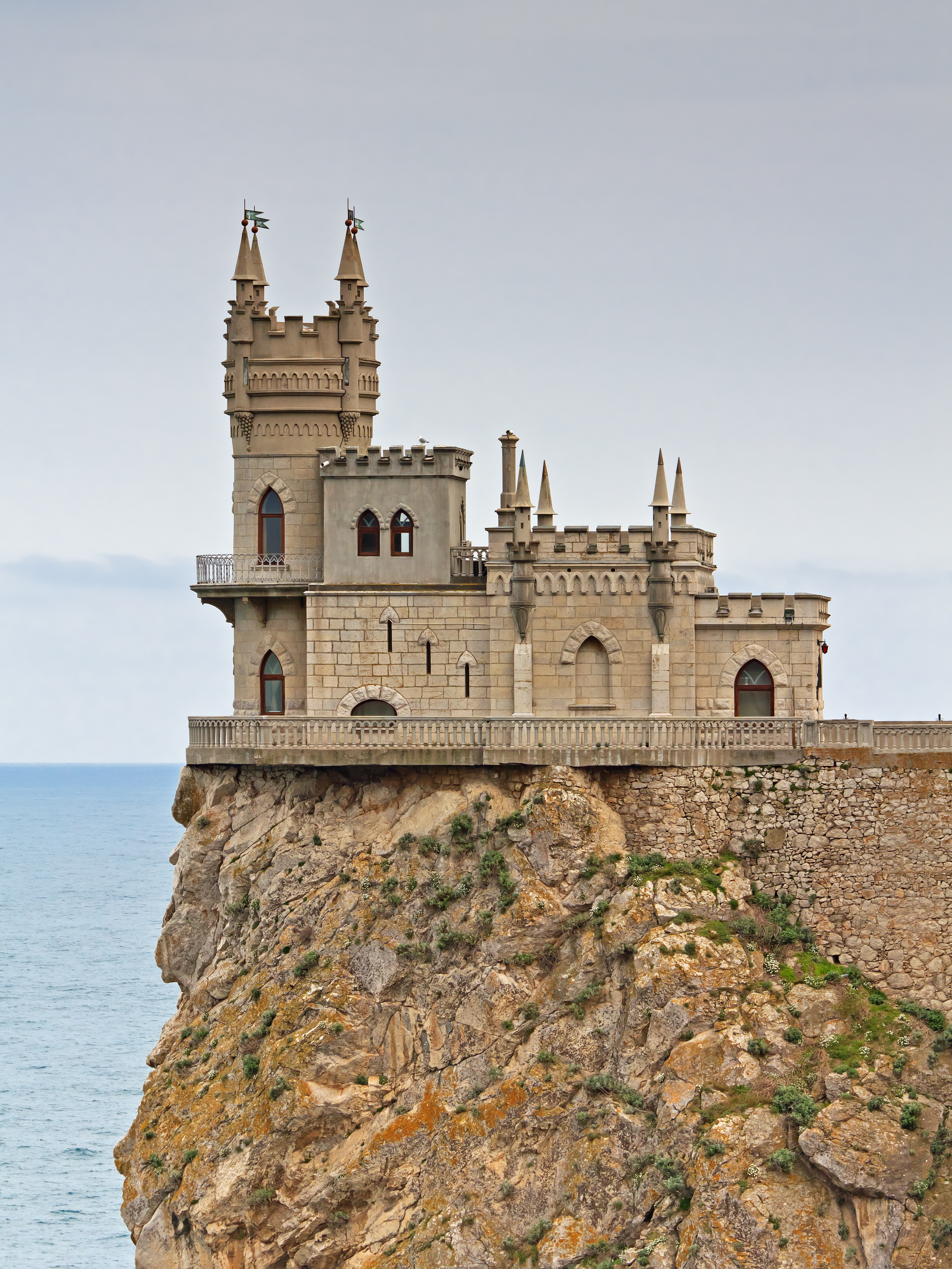
Le château du Nid d'hirondelle.
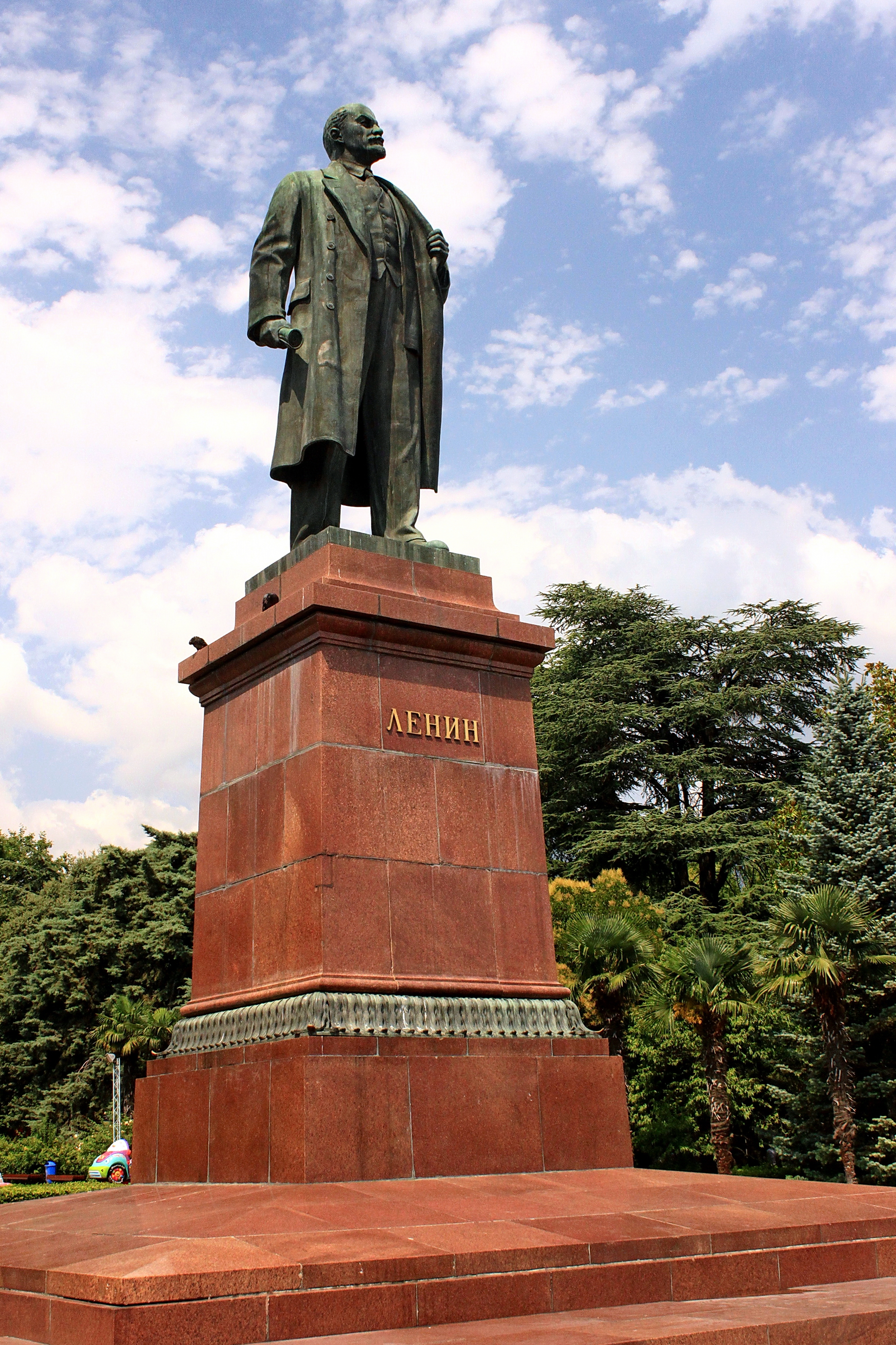
Monument à Lénine.

## Personnalités
- Alexandre Berthier-Delagarde, ingénieur et constructeur des égouts et système d'adduction d'eau de la ville, décédé en 1920 à Yalta.
- Stepan Rudansʹkyj, décédé en 1873 à Yalta, médecin et auteur, il repose au cimetière Polikour.
- Yevgeniya Mravina, décédée en 1914, artiste lyrique repose au cimetière Polikour.
- Anton Tchekhov s'y est fait construire une maison, la Datcha Blanche, qui est aujourd'hui un musée.
- La famille impériale passa de nombreux séjours dans son palais de Livadia jusqu'en 1916.
- Le producteur et scénariste américain Val Lewton, de son vrai nom Vladimir Ivan Leventon, y est né le 7 mai 1904.
- La ville fut autrefois le refuge de Léon Tolstoï et de Maxime Gorki.
- Constantin Weriguine, parfumeur et aristocrate russe, connu pour son travail chez Chanel et Bourjois, y fit sa scolarité.
- Alla Nazimova, actrice du cinéma muet russo-américaine, y est née en 1879.
- Eveline Blodans, actrice, chanteuse et animatrice de télévision russe.

## Jumelages
- Baden-Baden (Allemagne)
- Nice (France) depuis 1960
- Acapulco (Mexique) depuis 2010
- Margate (Royaume-Uni)